# أندرياس ماورر
أندرياس مورير (بالألمانية: Andreas Maurer)‏ مواليد 8 مارس 1958 في غلزنكيرشن، هو لاعب كرة مضرب سابق بدأ مسيرته كمحترف سنة 1978 وكان يلعب باليد اليمنى، اعتزل اللعب في 1990. أعلى تصنيف له في الفردي كان المركز الـ 24 في سنة 1986. فاز بلقب الفردي في بطولة مدريد سنة 1985 ولقب الزوجي في بطولة شتوتغارت سنة 1984.

## روابط خارجية
- أندرياس ماورر على موقع رابطة محترفي التنس (الإنجليزية)
- أندرياس ماورر على موقع الاتحاد الدولي لكرة المضرب (الإنجليزية)
- أندرياس ماورر على موقع كأس ديفيز (الإنجليزية)
- أندرياس ماورر على موقع خلاصة التنس.كوم (الإنجليزية)